# 朱爾河
朱爾河（Jur River）是南蘇丹西南部的季節性河流，河道全長約485公里，發源自分隔尼羅河和剛果河流域的分水嶺，流經蘇丹與剛果民主共和國和中非共和國的邊界，最終在蘇德沼澤西面注入加扎勒河。
8°39′0″N 29°18′0″E / 8.65000°N 29.30000°E